# أبو سعيد بهادر خان
أبو سعيد بهادر خان (2 يونيو 1305م – 1 ديسمبر 1335م) هو الحاكم التاسع للدولة الإيلخانية 1316م-1335م. وتشمل هذه المملكة في الوقت الحاضر بلدان إيران وأذربيجان وجورجيا وأرمينيا، كذلك أجزاءً من العراق وتركيا وأفغانستان وباكستان. في عقد 1330 انتشر طاعون الموت الأسود في الدولة الإيلخانية وكان أبو سعيد وأبنائه من بين الذين سقطوا ضحايا للوباء، ويقال أن زوجته بغداد خاتون قد دست له السم لشدة غيرتها وكان ذلك سبب وفاته.

## التمرد ضده
كان «علاء الدين تيمورطاش» (بالتركية: Timurtaş أو Demirtaş Noyan)‏ من سلالة آل تشوپان التي سيطرت على سياسة الدولة الإلخانية في أواخر أعوامها.  
أعلن «علاء الدين تيمورطاش» ثورة مفتوحة ضد أبو سعيد بهادر خان الحاكم التاسع للدولة الإيلخانية في ديسمبر 1322م - يناير 1323م، واصفا نفسه «صاحب الزمان» و «إمبراطور الإسلام» وسكّ العملات المعدنية بلقبه الجديد «مهدي»، ومنع المشروبات الكحولية وأعاد التحالف مع دولة مماليك مصر، مما أجبر والده تشوبان على السير ضد ابنه عام 1324م. أقنع تشوبان ابنه بالاستسلام، وأُعدم قائد الأناضول نجم الدين تختي والأمير سوركاجي كمحرضين على التمرد. ثم حصل تشوبان على عفو عن ابنه علاء الدين تيمورطاش من السلطان أبو سعيد بهادر خان، واستطاع تعيينه حاكما على مناطق من أرض الروم.

## وفاته
توفي أبو سعيد بهادر خان في 30 نوفمبر 1335م في قره باغ (وفي مصدر آخر: 1 ديسمبر 1331م)، وأُصيبت الدولة الإلخانيَّة بعد وفته بِالتصدُّع، وتمزَّقت إلى أقاليم لِكُلٍ منها وضعٌ خاص.

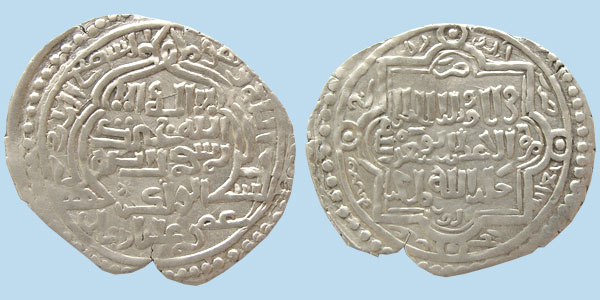
عملة مسكوكة في عهد السلطان أبو سعيد بهادر خان، مكتوب على وجهها: " لا إله إلا الله محمد رسول الله - فسيكفيكهم الله وهو السميع العليم"، وعلى الجانب الآخر: "ضُرب في أيام دولة السلطان الأعظم أبو سعيد خلد اللهُ ملكهُ"، وكُتب في الإطار الدائري: "ضرب إنجورية (أي: أنقرة) في سنة عشرين وسبع مائة".

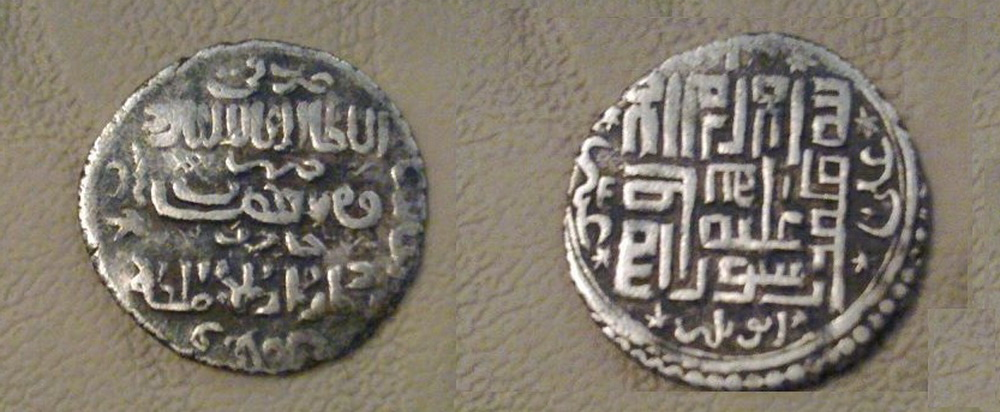
عملة أبو سعيد بهادر خان